# Black Forest Open 2002
Il Black Forest Open 2002 è stato un torneo di tennis facente parte della categoria ATP Challenger Series nell'ambito dell'ATP Challenger Series 2002. Il torneo si è giocato a Freudenstadt in Germania dal 26 agosto al 1º settembre 2002 su campi in terra rossa.

## Vincitori

### Singolare
Dennis van Scheppingen ha battuto in finale  Didac Perez-Minarro con il punteggio di 6–1, 6–1

### Doppio
Diego del Río /  Leonardo Olguín hanno battuto in finale  Joan Balcells /  Jurij Ščukin con il punteggio di 7–6(2), 6–4